# Henry Leeming
Henry Leeming, angleški slavist, predavatelj in akademik, * 6. januar 1920, † 27. december 2004.
Leeming je deloval kot redni profesor za primerjalno in zgodovinsko leksikologijo slovanskih jezikov Univerze v Londonu in bil dopisni član Slovenske akademije znanosti in umetnosti (od 23. maja 1985).